# Врело
Вижте пояснителната страница за други значения на Врело.
Врело (до 1934 година – Ташкънлар) е село в Южна България. То се намира в община Момчилград, област Кърджали.

## География
Село Врело се намира в планински район.

## Население
Населението му е турско, като селото включва три сунитски (Ташкънлар, Хасаноларъ и Къщакьой) и три алевийски бекташки махали (Кузолар, Парталар и Чалъкьой).

## Културни и природни забележителности
Тюрбе на Исман баба
В село Врело, край махалата Чалъкьой, се намира тюрбето на Исман баба, почитано от местните алевии. До 1961 година, когато е построена сегашната сграда с размери 10 x 5 m, то е открито. Празникът на тюрбето е в средата на октомври и се посещава и от хора от съседните бекташки села.